# Demián Bichir
Demián Sandero Bichir Nájera (Torreón, Coahuila, 1 de agosto de 1963), conocido simplemente como Demián Bichir, es un actor mexicano. 
En 2012, Bichir se convirtió en el segundo actor mexicano en ser nominado al Óscar a mejor actor por su interpretación en A Better Life. En 2020 regresa a la pantalla chica en la versión seriada de Cristian y Tristán, de la mano de Carlos Bardasano, interpretando a Severo Valdez.

## Biografía
Nació el 1 de agosto de 1963 en Torreón, Coahuila; hijo de Alejandro Bichir y Maricruz Nájera. Demián pertenece a la familia Bichir, de origen libanés y es hermano de los también actores Odiseo, Manuel y Bruno Bichir. Estudió, junto a sus hermanos, en la escuela primaria Francisco Medina Ascencio, en la zona metropolitana del Valle de México.
Su carrera, enfocada principalmente al cine y la televisión, comenzó con papeles pequeños en varias telenovelas, a la vez que aparecía en algunas películas como Rojo amanecer, Miroslava o La vida conyugal. Dobló, en la versión latinoamericana, a personajes como Louis y el príncipe Eric en La sirenita (1989), al protagonista homónimo de Aladdín (1992) o a Tulio en Camino hacia El Dorado (2000). Después rodó película mexicanas como Cilantro y perejil, Sexo, pudor y lágrimas y Todo el poder. En 2008 se pondría a las órdenes de Steven Soderbergh para interpretar a Fidel Castro en Che, el argentino y Che: Guerrilla.
En TV Azteca participó en telenovelas como Nada personal y Demasiado corazón. En Bolivia rodó la película American visa, del director Juan Carlos Valdivia, donde interpretó al personaje de Mario. Con Argos Producciones realizó la miniserie Zapata: amor en rebeldía, donde interpretó al caudillo mexicano.
El 24 de enero de 2012, Bichir obtuvo una nominación al premio Óscar al mejor actor por su papel de Carlos Galindo, un inmigrante mexicano que trabaja en los Estados Unidos y que vive junto a su hijo adolescente, rol en la película A Better Life. Bichir se convirtió así en el segundo intérprete mexicano en lograr una candidatura al Óscar en la categoría de mejor actor, tras las logradas por Anthony Quinn en 1952 y 1956.
En 2013, Bichir obtuvo el papel de coprotagonista, al lado de Diane Kruger, en la serie estadounidense The Bridge.
Su mujer, Stefani Sherk, falleció el 20 de abril de 2019.

## Filmografía

### Cine
- 1976: Fantoche, como Niño (sin acreditar)
- 1985: Viaje al paraíso, como Chuy
- 1987: Hotel Colonial, como joven empleado de hotel
- 1988: The Penitent, como Roberto
- 1989: Rojo amanecer, como Jorge
- 1993: Miroslava, como Ricardo
- 1993: La vida conyugal, como Gaspar
- 1994: Ya la hicimos, como Heriberto
- 1994: Hasta morir, como Mauricio
- 1995: Nadie hablará de nosotras cuando hayamos muerto, como Omar
- 1995: Cilantro y perejil, como Carlos Rodríguez
- 1996: Salón México, como inspector Casteléon
- 1996: Solo, como Rio
- 1997: Perdita Durango, como Catalina
- 1998: Luces de la noche, como Eduardo joven
- 1999: Santitos, como Cacomixtle
- 1999: Sexo, pudor y lágrimas, como Tomás
- 1999: Ave María, como Daniel
- 2000: Todo el poder, como Gabriel
- 2000: La toma de la embajada, como el Comandante Uno
- 2001: Sin noticias de Dios, como Manny Chávez
- 2002: Ciudades oscuras, como Mario
- 2004: Hipnos, como Miguel
- 2005: American visa, como Mario Álvarez
- 2006: Fuera del cielo, como Malboro
- 2008: Che, el argentino, como Fidel Castro
- 2008: Che: Guerrilla, como Fidel Castro
- 2010: Hidalgo: La historia jamás contada, como el cura Miguel Hidalgo
- 2010: The Runway, como Ernesto
- 2011: A Better Life, como Carlos Galindo
- 2011: El sueño de Iván, como Entrenador Torres
- 2011: Foreverland, como Salvador
- 2012: Savages, como Álex
- 2012: El Santos vs. La Tetona Mendoza, como Cerdo Gutiérrez 03 (voz)
- 2013: The Heat, como Hale
- 2013: Dom Hemingway, como señor Fontaine
- 2013: Machete Kills, como Marcos Méndez
- 2014: Muerte en Buenos Aires como Chávez
- 2015: The Hateful Eight, como Bob "El Mexicano"
- 2016: Un Cuento de Circo & A Love Song, como Refugio
- 2016: Lowriders, como Miguel Álvarez
- 2016: Good Kids, como Yaco
- 2016: 7:19 La hora del temblor, como Fernando
- 2017: Alien: Covenant, como Sargento Lope
- 2017: Walden, como Ramírez
- 2018: La monja, como Padre Burke
- 2019: Chaos Walking, como Ben Moore
- 2020: Danyka Mar de Fondo, como Armando
- 2020: The Grudge, como Detective Goodman[2][3][4]
- 2020: Buenos dias, medianoche
- 2020: Cielo de medianoche, como Sánchez
- 2021: Land, como Miguel Borrás
- 2021: Godzilla vs. Kong, como Walter Simmons
- 2023: Chupa como Chava[5]
- 2025: Criaturas del Faro, como Ismael.

### Series de televisión / telenovelas
- 1977-1978: Rina, como Juanito
- 1982: Vivir enamorada, como Nacho
- 1983: Cuando los hijos se van, como Ricardo
- 1983: Choices of the Heart (telefilme), como Armando
- 1984: Guadalupe, como Antonio "Toño" Pereyra
- 1984-1985: Los años felices, como Tomás
- 1987-1988: El rincón de los prodigios, como Monchito
- 1988: Mujer, casos de la vida real[6]
- 1995-1996: Lazos de amor, como Valente Segura
- 1996-1997: Nada personal, como el comandante Alfonso Carbajal
- 1997-1998: Demasiado corazón, como el comandante Alfonso Carbajal
- 2001: In the Time of the Butterflies (telefilme), como Manolo
- 2004: Zapata: amor en rebeldía (miniserie), como Emiliano Zapata
- 2005: Sombreros, como Mr. Nielsen
- 2005: La otra mitad del sol, como Felipe
- 2008: Capadocia, como Carlos
- 2008: Weeds, como Esteban Reyes
- 2013: The Bridge, como Marco Ruiz
- 2019: Grand Hotel, como Santiago Mendoza
- 2020: Cristian y Tristán, como Severo Valdez
- 2021: Sin pecado concebido, como Antual Ocaña
- 2022: Let the Right One In, como Mark Kane

### Doblajes
- 1989: La sirenita, como Eric y chef Louis
- 1990: Los Supersónicos: la película, como Apolo Azul
- 1992: Aladdín, como Aladdín
- 1994: El retorno de Jafar, como Aladdín
- 1996: Aladdin and the King of Thieves, como Aladdín
- 2000: El camino hacia El Dorado, como Tulio

### Teatro
- 2012: Nadando con tiburones.

## Premios y distinciones
Premios Óscar
| Año  | Categoría   | Trabajo nominado | Resultado |
| ---- | ----------- | ---------------- | --------- |
| 2012 | Mejor actor | A Better Life    | Nominado  |

Premios del Sindicato de Actores
| Año  | Categoría                             | Trabajo nominado | Resultado |
| ---- | ------------------------------------- | ---------------- | --------- |
| 2011 | Mejor actor                           | A Better Life    | Nominado  |
| 2009 | Mejor reparto de televisión (Comedia) | Weeds            | Nominado  |

Independent Spirit Awards
| Año  | Categoría   | Trabajo nominado | Resultado |
| ---- | ----------- | ---------------- | --------- |
| 2011 | Mejor actor | A Better Life    | Nominado  |

Black Reel Award
| Año  | Categoría   | Trabajo nominado | Resultado |
| ---- | ----------- | ---------------- | --------- |
| 2011 | Mejor actor | A Better Life    | Nominado  |

Premio Ariel
| Año  | Categoría                   | Trabajo nominado                   | Resultado |
| ---- | --------------------------- | ---------------------------------- | --------- |
| 2011 | Mejor actor                 | Hidalgo: La historia jamás contada | Nominado  |
| 2000 | Mejor actor                 | Sexo, pudor y lágrimas             | Nominado  |
| 1997 | Mejor actor                 | Cilantro y perejil                 | Nominado  |
| 1997 | Mejor coactuación masculina | Luces de la noche                  | Nominado  |
| 1995 | Mejor actor                 | Hasta morir                        | Ganador   |
| 1994 | Mejor actor de cuadro       | La vida conyugal                   | Nominado  |

ALMA Award
| Año  | Categoría                             | Trabajo nominado | Resultado |
| ---- | ------------------------------------- | ---------------- | --------- |
| 2012 | Mejor actor de reparto de cine        | Savages          | Nominado  |
| 2011 | Mejor actor de cine                   | A Better Life    | Nominado  |
| 2009 | Mejor reparto de televisión (Comedia) | Weeds            | Nominado  |

MTV Movie Awards México
| Año  | Categoría    | Trabajo nominado     | Resultado |
| ---- | ------------ | -------------------- | --------- |
| 2003 | Mejor Bichir | Sin noticias de Dios | Ganador   |
| 2003 | Mejor Bichir | Ciudades oscuras     | Nominado  |

Premios TVyNovelas
| Año  | Categoría         | Trabajo nominado           | Resultado |
| ---- | ----------------- | -------------------------- | --------- |
| 1989 | Mejor actor joven | El rincón de los prodigios | Nominado  |